# دنیای مرد، مرد، مرد
«دنیای مرد، مرد، مرد» (به انگلیسی: It's a Man's Man's Man's World) ترانه‌ای از هنرمند اهل ایالات متحده آمریکا جیمز براون است که آوریل ۱۹۶۶ منتشر شد و از آثار کلاسیک موسیقی سول به‌شمار می‌رود.
این تک‌آهنگ در چارت آهنگ‌های داغ آراندبی/هیپ-هاپ در رتبهٔ نخست و در چارت ۱۰۰ آهنگ داغ بیلبورد در جایگاه هشتم قرار گرفت.
نام ترانه بازی کلامی با عنوان فیلم کمدی دنیای دیوانه، دیوانه، دیوانه، دیوانه است.